# 白坪馬氏祠堂
白坪馬氏祠堂位於四川省巴中市南江縣，文物遺址年代判定為清。2012年7月16日公佈為第八批四川省文物保護單位。
自坪馬氏祠堂位於四川省巴中市南江縣朱公鄉白坪村。該建築建於清嘉慶二十五年（1820），占地縱長48米、面寬20米；建築面積740平方米，為三級臺地上兩進四合院佈局，由前殿1座、左右廂房2棟、牌坊1座、左右陪碑儀牆、馬氏先祖墓組成。前殿、廂房、牌坊圍成二級臺地上下兩個天井；後院由牌坊、左右陪碑儀牆、馬氏先祖墓圍戚。馬氏先祖墓家規格目前難以測量，家前立石質仿木構花碑1通，碑前有供案1個；左右儀牆中部則各嵌陪碑1通。該建築佈局規整，比例協調，選材考究，制做精細，石刻鏗雕、浮雕工藝精湛。第三次全國文物普查新發現。